# Melleray
Melleray és un municipi francès situat al departament del Sarthe i a la regió de País del Loira. L'any 2007 tenia 490 habitants.

## Demografia

### Població
El 2007 la població de fet de Melleray era de 490 persones. Hi havia 212 famílies de les quals 56 eren unipersonals (24 homes vivint sols i 32 dones vivint soles), 76 parelles sense fills, 60 parelles amb fills i 20 famílies monoparentals amb fills.
La població ha evolucionat segons el següent gràfic:
Habitants censats

### Habitatges
El 2007 hi havia 272 habitatges, 212 eren l'habitatge principal de la família, 45 eren segones residències i 15 estaven desocupats. 266 eren cases i 5 eren apartaments. Dels 212 habitatges principals, 174 estaven ocupats pels seus propietaris, 36 estaven llogats i ocupats pels llogaters i 2 estaven cedits a títol gratuït; 2 tenien una cambra, 16 en tenien dues, 22 en tenien tres, 71 en tenien quatre i 101 en tenien cinc o més. 157 habitatges disposaven pel capbaix d'una plaça de pàrquing. A 112 habitatges hi havia un automòbil i a 76 n'hi havia dos o més.

### Piràmide de població
La piràmide de població per edats i sexe el 2009 era:
| Homes | Edats   | Dones |
| ----- | ------- | ----- |
| 0     | 95 o +  | 0     |
| 0     | 90 a 94 | 4     |
| 8     | 85 a 89 | 12    |
| 8     | 80 a 84 | 4     |
| 16    | 75 a 79 | 28    |
| 24    | 70 a 74 | 24    |
| 24    | 65 a 69 | 20    |
| 12    | 60 a 64 | 8     |
| 0     | 55 a 59 | 4     |
| 12    | 50 a 54 | 0     |
| 20    | 45 a 49 | 32    |
| 12    | 40 a 44 | 12    |
| 24    | 35 a 39 | 12    |
| 8     | 30 a 34 | 12    |
| 20    | 25 a 29 | 12    |
| 0     | 20 a 24 | 12    |
| 20    | 15 a 19 | 20    |
| 12    | 10 a 14 | 20    |
| 16    | 5 a 9   | 12    |
| 4     | 0 a 4   | 20    |

## Economia
El 2007 la població en edat de treballar era de 278 persones, 199 eren actives i 79 eren inactives. De les 199 persones actives 184 estaven ocupades (98 homes i 86 dones) i 15 estaven aturades (5 homes i 10 dones). De les 79 persones inactives 37 estaven jubilades, 25 estaven estudiant i 17 estaven classificades com a «altres inactius».

### Ingressos
El 2009 a Melleray hi havia 213 unitats fiscals que integraven 485 persones, la mediana anual d'ingressos fiscals per persona era de 16.249 €.

### Activitats econòmiques
Dels 14 establiments que hi havia el 2007, 2 eren d'empreses alimentàries, 1 d'una empresa de fabricació d'altres productes industrials, 3 d'empreses de construcció, 3 d'empreses de comerç i reparació d'automòbils, 1 d'una empresa de transport, 1 d'una empresa d'hostatgeria i restauració, 2 d'empreses de serveis i 1 d'una entitat de l'administració pública.
Dels 4 establiments de servei als particulars que hi havia el 2009, 2 eren fusteries, 1 lampisteria i 1 restaurant.
Els 2 establiments comercials que hi havia el 2009 eren carnisseries.
L'any 2000 a Melleray hi havia 25 explotacions agrícoles que ocupaven un total de 1.554 hectàrees.

## Equipaments sanitaris i escolars
El 2009 hi havia una escola elemental integrada dins d'un grup escolar amb les comunes properes formant una escola dispersa.

## Poblacions més properes
El següent diagrama mostra les poblacions més properes.